# Historický archiv Pirot
Historický archiv Pirot (srbsky Историјски архив Пирот) je kulturní instituce všeobecného významu, která se věnuje ochraně, uchovávání a archivování písemností na území pirotského okruhu v Srbsku.

## Historie
Archiv byl ustanoven v roce 1956. Je příslušný pro město Pirot a dále pro opštiny Bela Palanka, Dimitrovgrad a Babušnica. Dne 8. února 1957 byl schválen Statut státního archivu srezu Pirot, na základě něhož byla vytvořena organizační struktura instituce adefinovány postupy práce archivu.
V roce 2006 byla renovována budova instituce.

## Archiválie
Pirotský historický archiv disponuje 297 fondy, které zahrnují písemnosti, jejichž celková délka by přesáhla 1,3 km. Nejstarší materiály pocházejí z roku 1842. Tím je Hilandarský dopis Pirotským (srbsky Hilandarsko pismo Piroćanima). Archivovány jsou zde dokumenty následujících firem a institucí: samospráva města Gnjilane, společnost Femid, Národní divadlo Pirot, Rádio Pirot, Obecní konference SKJ Pirot, Národní knihovna Pirot, firma 1. maj a dalších. 

## Publikační činnost
Archiv vydal za své půdobení celou řadu publikací, např. i knihu o starostech města Pirotu v období mezi světovými válkami.